# Euhelopy
Euhelopy (łac. Euhelopodidae) – rodzina zauropodów z grupy Titanosauriformes.
Żyły we wczesnej kredzie i być może także w późnej kredzie (między cenomanem a santonem, przy założeniu, że do tej rodziny należał rodzaj Erketu) na obecnych terenach wschodniej Azji. Ich szczątki znajdowano na terenie Chin, a być może także Mongolii, Laosu i Tajlandii.
Spośród innych zauropodów dinozaury z tej rodziny wyróżniały się szczególnie długimi szyjami.
Analiza kladystyczna przeprowadzona przez Jeffreya Wilsona i Paula Upchurcha nie wsparła hipotezy o monofiletycznej grupie Euhelopodidae, obejmującej endemiczne dla Azji Wschodniej rodzaje Euhelopus, Shunosaurus, Omeisaurus i Mamenchisaurus. Euhelopus, będący rodzajem typowym rodziny Euhelopodidae, jest prawdopodobnie blisko spokrewniony z tytanozaurami.
D'Emic (2012) przedstawił pierwszą definicję filogenetyczną Euhelopodidae, definiując je jako klad obejmujący wszystkie neozauropody bliżej spokrewnione z Euhelopus zdanskyi niż z Neuquensaurus australis. Z przeprowadzonej przez autora analizy filogenetycznej wynika, że oprócz Euhelopus do tak definiowanych Euhelopodidae należało także kilka innych rodzajów zauropodów zasiedlających we wczesnej kredzie wschodnią Azję.
Drzewo filogenetyczne rodziny Euhelopodidae według D'Emica (2012):
|  | Euhelopus                                                          |
|  |                                                                    |
|  | Daxiatitan                                                         |
|  |                                                                    |
|  | \| \| Tangvayosaurus \| \| \| \| \| \| Phuwiangosaurus \| \| \| \| |
|  |                                                                    |
|  | Tangvayosaurus                                                     |
|  |                                                                    |
|  | Phuwiangosaurus                                                    |
|  |                                                                    |

|  | Tangvayosaurus  |
|  |                 |
|  | Phuwiangosaurus |
|  |                 |

|  | Euhelopus                                                          |
|  |                                                                    |
|  | Daxiatitan                                                         |
|  |                                                                    |
|  | \| \| Tangvayosaurus \| \| \| \| \| \| Phuwiangosaurus \| \| \| \| |
|  |                                                                    |
|  | Tangvayosaurus                                                     |
|  |                                                                    |
|  | Phuwiangosaurus                                                    |
|  |                                                                    |

|  | Tangvayosaurus  |
|  |                 |
|  | Phuwiangosaurus |
|  |                 |

|  | Euhelopus                                                          |
|  |                                                                    |
|  | Daxiatitan                                                         |
|  |                                                                    |
|  | \| \| Tangvayosaurus \| \| \| \| \| \| Phuwiangosaurus \| \| \| \| |
|  |                                                                    |
|  | Tangvayosaurus                                                     |
|  |                                                                    |
|  | Phuwiangosaurus                                                    |
|  |                                                                    |

|  | Tangvayosaurus  |
|  |                 |
|  | Phuwiangosaurus |
|  |                 |

|  | Euhelopus                                                          |
|  |                                                                    |
|  | Daxiatitan                                                         |
|  |                                                                    |
|  | \| \| Tangvayosaurus \| \| \| \| \| \| Phuwiangosaurus \| \| \| \| |
|  |                                                                    |
|  | Tangvayosaurus                                                     |
|  |                                                                    |
|  | Phuwiangosaurus                                                    |
|  |                                                                    |

|  | Tangvayosaurus  |
|  |                 |
|  | Phuwiangosaurus |
|  |                 |